# Намоево
На́моево (карел. Nuamoil) — деревня в Прионежском районе Республики Карелия, административно входит в состав Шуйского сельского поселения.

## Общие сведения
Деревня расположена на западном берегу Укшозера.
Имелась часовня во имя Ильи Пророка.
Сейчас на острове расположен дачный кооператив.

## Население
Согласно списка населённых мест Олонецкой губернии 1873 года в Намоево Петрозаводского уезда проживало 207 человек.
Численность населения в 1905 году составляла 177 человек. В настоящее время постоянных жителей на острове нет.
| 2002 | 2009 | 2010 | 2013 |
| ---- | ---- | ---- | ---- |
| 3    | ↗5   | ↘3   | →3   |

## Известные уроженцы
- Торнев, Иван Петрович (1916—1945) — советский военнослужащий, Герой Советского Союза.
- Сенькин, Иван Ильич (1915—1986) — советский партийный и государственный деятель, Первый секретарь Карельского обкома КПСС.